# Ерміт зелений
Ермі́т зелений (Phaethornis guy) — вид серпокрильцеподібних птахів родини колібрієвих (Trochilidae). Мешкає в Центральній і Південній Америці.

## Опис

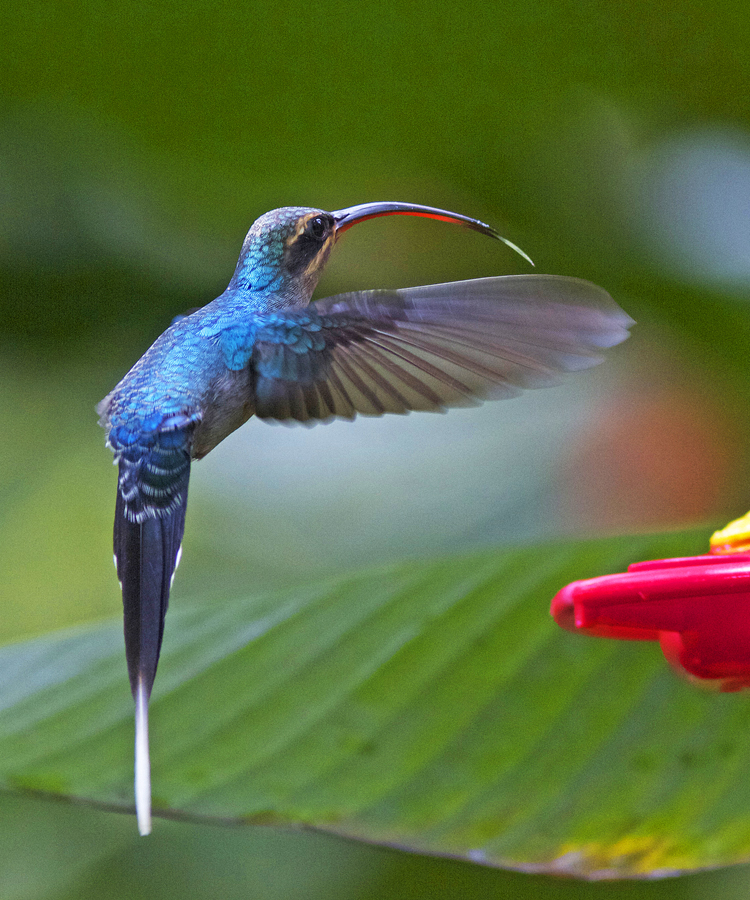
Зелений ерміт

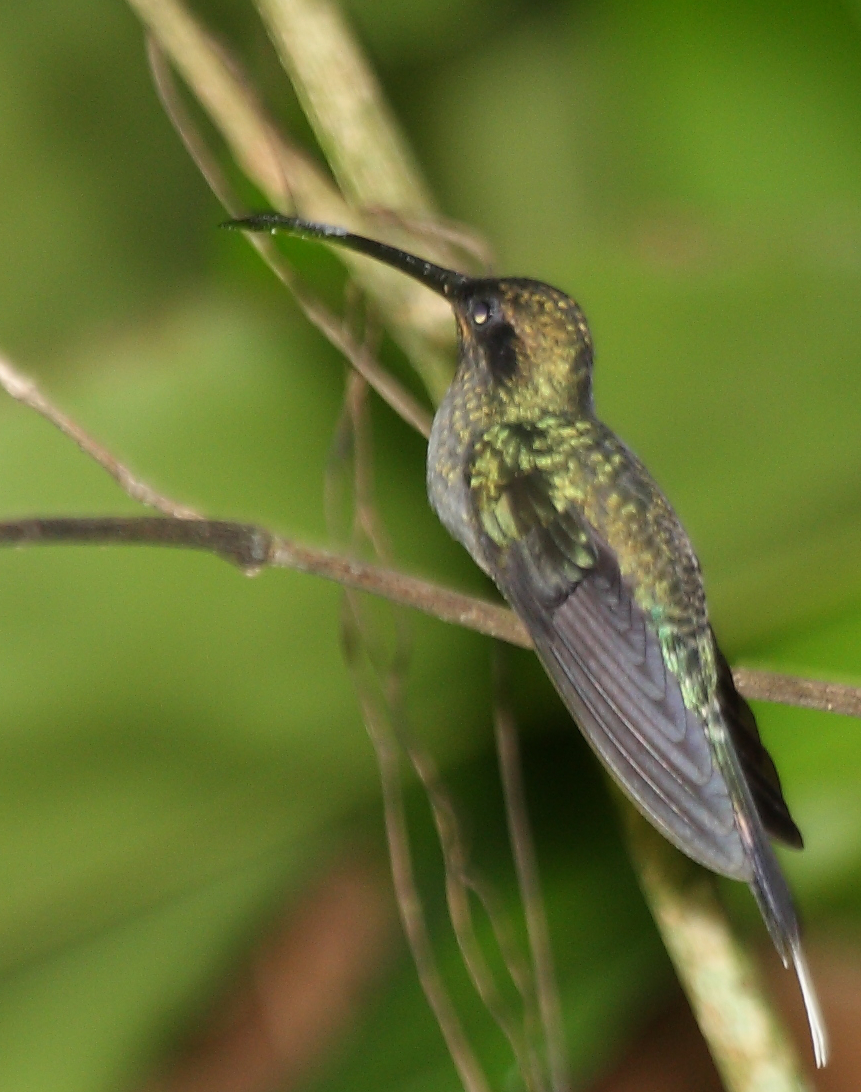
Зелений ерміт

Довжина птаха становить 13-15 см, вага 4-6,3 г. У самців верхня частина тіла темно-зелена, надхвістя синьо-зелене. Нижня частина тіла попелясто-зелена, центр живота сіруватий. Через очі ідуть широкі темні смуги, окаймлені охристими "бровами" і "вусами", центральна частина горла охриста. Хвіст чорний, стернові пера мають білі кінчики, центральні стернові пера дещо видовжені. Самиці мають більш тьмяне забарвлення, нижня частина тіла у них більш сіра. Дзьоб довжиною 43 мм, вигнутий, чорний, знизу біля основи червонуватий. 

## Підвиди
Виділяють чотири підвиди:
- P. g. apicalis (Tschudi, 1844) — східні схили Анд від північної Колумбії і північно-західної Венесуели через Еквадор до південно-східного Перу;
- P. g. coruscus Bangs, 1902 — гори в Коста-Риці, Панамі і північно-захдній Колумбії;
- P. g. emiliae (Bourcier & Mulsant, 1846) — міжандські долини на заході центральної Колумбії;
- P. g. guy (Lesson, R, 1833) — Прибережний хребет на півночі Венесуели, острів Тринідад.

## Поширення і екологія
Зелені ерміти мешкають в Коста-Риці, Панамі, Колумбії, Еквадорі, Перу, Венесуелі та на Тринідаді і Тобаго. Вони живуть в підліску вологих гірських і рівнинних тропічних лісів, у вологих і високогірних чагарникових заростях та на плантаціях, на висоті від 800 до 2200 м над рівнем моря. Живляться нектаром квітів, яких шукають в нижньому ярусі лісу, а також дрібними комахами і павуками. Віддають перевагу квітам довжиною 30-50 мм і шириною 2-7 мм, зокрема Justicia aurea і Razisea spicata з родини акантових, Pitcairnia brittoniana з родини бромелієвих, Costus barbatus з родини костусових, Drymonia conchocalyx і D. rubra з родини геснерієвих, Heliconia tortuosa з родини геліконієвих і Malvaviscus palmanus з родини мальвових тощо. Початок сезону розмноження різниться в залежності від регіону, в горах Східного хребта Колумбійських Анд від триває з вересня по листопад. Гніздо конусоподібне, робиться з рослинних волокон і павутиння, підвішується до нижньої сторони листа, часто над водою. В кладці 2 яйця. Інкубаційний період триває 17-18 днів, пташенята покидають гніздо через 21-23 дні після вилуплення.